# Kazumi
kazumi（かずみ、1986年7月28日 - ）は、日本のファッションモデル。奈良県出身。アクラ所属。血液型O型。

## 略歴・人物
学生時代にモデルの梨花に憧れ、モデルを志す。2007年に大阪でモデル活動を始め、2010年にアツギイメージガールに選ばれたのをきっかけに上京。2010年から2011年にかけて、マイクロソフトのOffice 2010プロモーション担当 冴子先生2010として活動した。2013年より現事務所に所属し、ナチュラルな服や暮らしに目覚め、現在は雑誌「リンネル」を中心に様々なファッション誌、ライフスタイル誌に出演している。ファッションコーディネートアプリWEARのフォロワー数は110万人を超え（2020年12月現在）、アパレルブランドとのコラボレーションも多数展開。また、プライベートでは2013年に結婚している。愛犬はシーズーのカブキ。
国語科教員免許（中高）、書道師範免許を持つ。趣味は神社仏閣めぐり、映画鑑賞、旅行、和菓子。和菓子文化コーディネーター、和スイーツセレクトマイスターの資格を持つ。
2021年、YouTube「kazumi room」を開設。

## 出演

### 雑誌
- リンネル（宝島社、表紙・連載)
- SITRUUNA（扶桑社）
- kiitos.（三栄）
- ku:nel（マガジンハウス）
- LaLaBegin（Begin）
- 天然生活（扶桑社）
- ランドネ（枻出版社）
- ことりっぷMagazine（昭文社、表紙）
- OZPlus（スターツ出版）
- &Premium（マガジンハウス）
- Hanako（マガジンハウス）
- kodomoe（白泉社）
- HugMug（世界文化社）
- 暮らしと私と北欧と（宝島社、表紙）
- 素敵なあの人（宝島社）
- MORE（集英社）
- ゼクシィ（リクルート）
- anan（マガジンハウス）

ほか多数

### カタログ
- Sunny clouds（フェリシモ）

### CM
- マクドナルド朝マック「HOT MORNING!」篇
- バファリン「TIME IN A BOX 私らしく旅」篇
- コカ・コーラ「コカ・コーラゼロtaste」篇
- キユーピー彩りプラス+「具材から生まれる音楽」篇
- キユーピー　キューピーノンオイル「スノードーム」篇
- JTRoots「叶っちゃった」篇
- unicharmシルコットウェット「2つの形」篇
- 日産デイズ「日産ラボ アラウンドビューモニター体感」篇
- 旭化成 サランラップ「先生？」篇
- NTT docomo
- NEC MEDIAS TAB
- 花王 アジエンス
- P&G パンテーン
- 花王 ロリエ
- Microsoft「Xbox」
- 山崎製パン「ランチパック」
- ファンケル「カロリミット」
- Zoff

ほか

### 広告
- 伊藤園×リンネル 「TEA’sTEA 生オレンジティー」
- 富士フイルム 「X-A7」
- 三省製薬 「DERMED」
- 資生堂 「ヘルシービューティーパーク」
- ディシラ 「髪と、香りと、暮らし」篇
- アサヒ飲料 「ウェルチ」
- SUZUKI 「Lapin」「MRワゴン」
- studioCLIP
- Samansa Mos2
- ISETAN
- ユニクロ
- 花王キュレル
- BEAMS
- ワタベウェディング
- 銀座三越
- AEON
- ファンケル
- john masters organics
- ネイチャーズウェイ ナチュラグラッセ

### イベント
- 阪神百貨店×vlas blomme（2020年）
- リンネルトークショー(2019年)
- ことりっぷ「旅するマルシェ」トークショー（2018年）

### SHOW
- 神戸コレクション
- 資生堂マキアージュ

## 書籍
kazumi 普段のおしゃれの作り方（2018年、宝島社刊）

## アパレルブランドとのコラボレーション
- studioCLIP
- SamansaMos2
- congespayes
- sunnyclouds
- vlasblomme
- pual ce cin
- kippis
- tsukuruandlin.
- リンネル×眼鏡市場
- リンネル×a＋koloni
- リンネル× marble sud
- リンネル× STANDARD SUPPLY